# Regau
Regau je městys v Horních Rakousích v okrese Vöcklabruck v Hausruckviertelu a má více než 6.000 obyvatel. Příslušným soudním okresem je Vöcklabruck.
Podnebí má stejné jako sousední okresní hlavní město Vöcklabruck a má nájezd na Západní dálnici A1.
Příčně přes mladou obec probíhá silnice Solné komory (B145) a vede až do Štýrska. Rogau je pro svou příznivou polohu oblíbeným místem pro pořádání akcí: např. Star Movie-Kino Regau. Nadregionální význam má také Regau pro usídlení chovu zvířat v zastavěné části.

## Geografie
Regau leží v nadmořské výšce 429 m v Hausruckviertelu. Plocha území měří od severu na jih 8,3 km, od západu na východ 8,5 km, celková plocha činí 34 km², Regau je sedmou největší obcí v okrese Vöcklabruck, 33,8 % plochy je zalesněno a 53,5 % plochy je využito zemědělsky. Severní hranici obce tvoří řeka Ager, na hranici s Vöcklabruckem je ústí řeky Vöckla.

### Sousední obce
Sousedními obcemi jsou: Vöcklabruck, Attnang-Puchheim, Desselbrunn, Timelkam, Ohlsdorf, Aurach am Hongar a Pinsdorf.

### Části obce
Regau tvoří čtyři katastrální území: Neudorf, Oberkriech, Rutzenmoos a Unterregau a také 36 osad: Alm (71), Burgstall (7), Dorf (36), Dornet (19), Eck (68), Geidenberg (49), Hattenberg (75), Himmelreich (195), Hinterbuch (76), Hub (34), Kirchberg (99), Lahn (33), Mairhof (29), Neudorf (127), Oberkriech (85), Oberlixlau (40), Oberregau (98), Pilling (59), Preising (590), Pürstling (59), Regau (706), Reith (19), Riedl (51), Ritzing (40), Roith (18), Rutzenmoos (429), Schönberg (89), Schacha (35), Schalchham (1.122), Stölln (25), Tiefenweg (91), Unterkriech (147), Unterlixlau (290), Wankham (459), Weiding (97), Zaißing (24).

## Obecní znak
Obecními barvami jsou červeno-žluto-červená.
Obecní znak byl oficiálně propůjčen de 28. června 1981.

## Historie
"Historie městyse Regau."
V listině z 11. června 801 n. l. je poprvé zmíněn název Repagove". Název Regau se dá odvodit od „Rebengau" (vinná réva), která se v městyse mohla pěstovat.
Později zde vládl hrabě von Rebegau, jeho hrad pravděpodobně stál v současné osadě Burgstall. Z počátku ve východní části leželo vévodství Bavorské, místo patřilo od 12. století k vévodství Rakouskému. Od 1490 bylo zde knížectví zvané „Rakousko pod Ennsí“. Během napoleonských válek byla obec několikrát obsazena. Od roku 1918 patřila obec ke spolkové zemi Horní Rakousko. Po připojení Rakouska k Německé říši 13. března 1938 patřila obec pod župu Oberdonau, po roce 1945 patřila zase pod Horní Rakousko.
Od 6. března 2000 byla obec povýšena na městys.

## Politika
Starostou obce je Peter Harringer (ÖVP), také místostarosta Karl Siegfried Haas je z lidové strany. Druhým místostarostou je Jürgen Brunner ze (SPÖ).
Po 20 dlouhých let ovlivňoval obraz obce dnešní již čestný občan Fritz Feichtinger, než počátkem roku 2005 pro mnohé překvapivě se vzdal svého úřadu. Feichtinger je dnes náčelníkem Regauerské hradní gardy.
Při volbě starosty dne 22. května 2005 dosáhl Harringer 56,35 % hlasů. Jürgen Brunner (SPÖ) 35,96 % a Franz Kroismayr (FPÖ) se 7,69 % byl dalším kandidátem.
- Obecní rada a zastupitelstvo zastupují strany "podle mandátů": (ÖVP) 12, (SPÖ) 11, (Zelení) 5 a (FPÖ) 3.
- V obecním zastupitelství sedí někdy tři politici z (SPÖ) a (ÖVP) se starostou a místostarosty i (Zelení).

## Pamětihodnosti
- V osadě Rutzenmoos se nachází v roce 2000 otevřené "Protestantské muzeum Horních Rakous".
- V obci je gotický kostel, zasvěcený svatému Petru, farní kostel v centru Regau, kostel svatého Víta v Oberregau a evangelický kostel v Rutzenmoos.
- Po hradu hraběte von Rebegau nejsou žádné pozůstatky.

## Kultura
- Regau disponuje s pozoruhodným počtem tradičních a kulturních spolků. Mimo Goldhauben- und Kopftuchgruppe (skupina zlatého poklopce a šátku na hlavě) jsou tady hlavně uniformní občané Regau s asi 100 členy, posílenými městskou gardou. Také lokální stopařská skupina přispívá k vyhraněnému spolkovému životu obce.
- Významnými hudebními spolky obcí je Bürgerkorpskapelle Regau pod kapelníkem Haraldem Rothem a vedoucím Clausem Pohnem, další mladé skupiny, jakož i Rutzenmooserský Posaunenchor (pozounisté). Dále existuje také kostelní sbor.
- Od jara 2007 existuje v Regau "Sraz kulturních spolků" vrstevnické iniciativy, které si při využití volnho času rozumí i s mladou kulturou. V důsledku toho tu znají rakouské literáty jako je Kurt Palm a Franzobel, kteří byli poprvé v Regau.[1]
- Přes Regau vede také "Jakobova stezka" slavnou poutní ulicí, do Santiago de Compostela ve Španělsku k hrobu apoštola svatého Jakuba v tamní katedrále.

## Sport
Hlavním sportovním spolkem je Union Raiffeisen Regau s prezidentem Ing. Josefem Hoffmannem a předsedou Andrease Thalhammerem.
Dalším spolkem je Askö Regau a ještě několik menších sdružení.

## Doprava
Regau má nájezd na Západní dálnici A1, jako i na silnici B145 (silnice Solné komory).
Ve Wankhamu je železniční zastávka Dráhy Solné komory, která vede z Attnang-Puchheimu přes Gmunden do Stainach-Irdningu. Části městyse jsou propojeny několika linkami Post a City autobusy.

## Školy
V Regau je obecná škola, hlavní škola a hudební škola.
V Rutzenmoosu je obecná škola.
Mimo to jsou ještě mateřské školy v Schalchhamu, Regau a Rutzenmoosu.